# Mikkjal Danielsen
Mikkjal Danielsen (16 maggio 1960) è un ex calciatore faroese, di ruolo difensore.